# Лилия Додекова
Лилия Делчева Додекова е българска микропалеонтоложка.

## Биография
Лилия Додекова е родена на 26 април 1934 г. в семейството на банковия служител Делчо Додеков и учителката Нона Ланджева в град Панагюрище. През 1952 г. завършва с отличие средното си образование в родния си град, след което работи една година в местната банка. През 1953 г. е приета за студентка по геология в Софийския университет. През 1958 г. се дипломира като геолог-палеонтолог с дипломна работа на тема: „Геология на землището североизточно от село Попинци, Панагюрско“.
Работи последователно като специалист в системата на Главното управление за геоложки и минни проучвания, служба „Геоложко картиране“, като участва в картирането на северната ивица на Централния и Западния Предбалкан и на южната част на Мизийската платформа. От 1964 г. до пенсионирането си през 1989 г. Лилия Додекова работи към НИГИ към Комитета към геология и като научен сътрудник към Геологическия институт на БАН, секция „Стратиграфия“. Научните ѝ интереси са насочени към фосилната група динофлагелати и акритархи в мезозойските седименти. Описва нови за науката таксони.
В периода от 1970 до 1972 година Лилия Додекова работи като геолог в геоложката група на БАН в помощ на Кубинската академия на науките във връзка с изготвянето на геоложка карта на Куба.
Участва в уреждането и обогатяването на палеонтоложката колекция при Геологическия институт при Българската академия на науките.
Умира на 17 септември 2016 г. в София.

## Избрана библиография
- Dodékova, L. Les dinoflagelles et acritarches de l'Оxfordien-Кimeridgien de la Bulgaria du Nord-Est //  Годишник на Софийския университет. Геолого-географски факултет. Книга 1 - Геология; Annuaire de l'Universite de Sofia. Faculte de geologie et geographie. Livre 1 - Geologie 60 (1).   1967. с. 9-30. Посетен на 1 септември 2024.